# Tombali
Tombali est une ville de la région de Tombali, en Guinée-Bissau.